# Orkanski visovi
Orkanski visovi (engl. Wuthering Heights) jedini je roman britanske književnice Emili Bronte. Napisan između oktobra 1845. i juna 1846, roman je objavljen 1847. godine pod pseudonimom Elis Bel; naredne godine, tridesetogodišnja Bronte umire. Nakon Emiline smrti, njena sestra Šarlota uređuje rukopis Orkanskih visova i ovu verziju uspeva da objavi 1850. kao posthumno drugo izdanje.
Iako se danas smatra klasikom engleske književnosti, recenzije Orkanskih visova u vreme objavljivanja bile su izrazito polarizovane; smatralo se da je roman kontroverzan jer je neuobičajeno jak opis duševne i fizičke okrutnosti provocirao stroge viktorijanske ideale koji se tiču verskog licemerja, moralnosti, društvenih klasa i neravnopravnosti među polovima. Roman je poslužio kao inspiracija za adaptacije koje uključuju film, radio i televizijske dramatizacije, mjuzikl Bernarda J. Tejlora, balet, operu i pesmu Kejt Buš iz 1978. godine.

## Zaplet

### Uvodni deo (poglavlja 1—3)
Godine 1801, Lokvud, mladi bogataš sa juga Engleske u potrazi za mirom i oporavkom iznajmljuje Traškros Grejndž u Jorkširu. Posećuje svog zakupodavca Hitklifa koji živi u udaljenom vresištu u seljačkoj kući po imenu Orkanski visovi. Tamo viđa čudnovat zbor: Hitklif izgleda kao gospodin, ali maniri su mu prostački, rezervisanu gospodaricu kuće koja je u srednjim tinejdžerskim godinama i mladića koji se čini kao da je član porodice, ali je obučen i govori kao sluga. Zavejanom, Lokvudu mrzovoljno dopuštaju da ostane i pokazuju mu njegovu spavaću sobu gde primećuje knjige i natpis koji je napravila nekadašnja ukućanka po imenu Ketrin. Kada je zaspao imao je noćnu moru gde je ugledao Ketrinin duh koji pokušava da uđe kroz prozor. Njegov uzvik iz straha je probudio Hitklifa koji uleće u sobu. Lokvud je ubeđen da je ono što je video stvarno. Hitklif, koji je poverovao Lokvudu, pregleda prozor i otvara ga u nadi da će tako dopustiti Ketrininom duhu da uđe. Kako se ništa nije dogodilo, Hitklif premešta Lokvuda u njegovu sobu i vraća se da pripazi na prozor. Po izlasku Sunca, Hitklif ispraća Lokvuda nazad do Traškros Grejndža. Lokvud pita Neli Din, kućnu pomoćnicu, o porodici u Orkanskim visovima i ona mu otkriva celu priču.

### Hitklifovo detinjstvo (poglavlja 4—17)
Trideset godina ranije, vlasnik Orkanskih visova je gospodin Ernšo, koji živi sa sinom Hindlijem i mlađom ćerkom Ketrin. Na putu do Liverpula, Ernšo sreće dečaka beskućnika kog opisuju kao „tamnoputog Ciganina”. On usvaja dečaka i daje mu ime Hitklif. Hindli oseća mu je Hitklif preoteo očevu pažnju i postaje ogorčen i ljubomoran. Ketrin i Hitklif postaju prijatelji i provode sate igrajući se na vresištu, zbližavajući se. Hindlija šalju na koledž.
Tri godine kasnije Ernšo umire i Hindli postaje zemljoposednik; on je sad gospodar Orkanskih visova. Vraća se tamo da živi sa svojom novom ženom Franses. Dozvoljava Hitklifu da ostane, ali samo kao sluga i redovno ga maltretira.
Par meseci nakon Hindlijevog dolaska, Hitklif i Ketrin su odšetali do Traškros Grejndža kako bi špijunirali Edgara i Izabelu Linton, koji tamo žive. Kako su bili otkriveni, pokušali su da pobegnu, ali su ih uhvatili. Pas Lintonovih je povredio Ketrin koju su odveli u kuću da se oporavi dok su Hitklifa poslali njegovoj kući. Ketrin ostaje sa Lintonovima. Lintonovi su veleposednici, a njihov fin izgled i uglađeni maniri ostavljaju utisak na Ketrin. Kada se vratila kući i Orkanske visove njeni maniri postaju više damski i podsmeva se Hitklifivom zapuštenom izgledu. Znajući da sledećeg dana Lintonovi dolaze u posetu, Hitklif, po Nelinom savetu, pokušava da se lepše obuče, kako bi impresionirao Ketrin, ali on i Edgar Linton započinju svađu i Hindli ponižava Hitklifa tako što ga je zaključao na tavanu. Ketrin pokušava da ga uteši, ali Hitklif se zaklinje da će se osvetiti Hindliju.
Naredne godine, Franses Ernšo rađa sina Haritona, ali ona umire par meseci kasnije. Hindli se odaje alkoholu. Još dve godine prolaze, a Ketrin i Edgar Linton postaju prijatelji, dok se ona sve više udaljava od Hitklifa. Edgar posećuje Ketrin dok je Hindli odsutan i njih dvoje posle postaju ljubavni par.
Ketrin se poverava Neli da ju je Edgar zaprosio i da je pristala, iako se njena ljubav prema Edgaru ne može porediti sa ljubavlju prema Hitklifu, za kog ne može da se uda zbog njegovog niskog društvenog statusa i nedostatka obrazovanja. Nada se da će kada bude Edgarova žena moći da mu potpomogne. Hitklif slučajno čuje da bi je brak sa njim „degradirao” (ali ne čuje koliko ga ona voli), beži i nestaje bez traga. Uzrujana Hitklifovim odlaskom, ona se pretvara da je bolesna. Neli i Edgar joj ispunjavaju svaki hir, samo da bi sprečili da se ponovo razboli.
Tri godine prolaze, Edgar i Ketrin se venčavaju i žive zajedno u Traškros Grejndžu, gde Ketrin uživa položaj „gospodarice imanja”. Šest meseci kasnije, Hitklif se vraća kao imućni gospodin. Ketrin je oduševljena, ali Edgar nije. Edgarova sestra Izabela se uskoro zaljubljuje u Hitklifa, koji je prezire, ali pospešuje tu zaljubljenost kao sredstvo za osvetu. Jednog dana on prigrli Izabelu, što dovodi do rasprave sa Edgarom. Uznemirena, Ketrin se zaključava u svoju sobu i ponovo počinje da se pravi bolesna.
Hitklif uzima prebivalište u Orkanskim visovima i provodi vreme kockajući se sa Hindlijem i učeći Haritona lošim navikama. Hindli rasipa bogatstvo i stavlja seljačku kuću pod hipoteku da bi isplatio dugove Hitklifu. Hitklif beži sa Izabelom Linton. Dva meseca kasnije, vraćaju se u Orkanske visove. Hitklif čuje da je Ketrin bolesna i uz Nelinu pomoć je tajno posećuje. Međutim, Ketrin je trudna. Sledećeg dana, kratko pre smrti rađa ćerku Kejti.
Nakon Ketrinine sahrane Izabela napušta Hitklifa i traži utočište na jugu Engleske i rađa sina, Lintona. Hindli umire šest meseci nakon Ketrin, i Hitklif tako postaje vlasnik Orkanskih visova.

### Hitklifova zrelost (poglavlja 18—31)
Dvanaest godina prolazi. Ketrinina ćerka Kejti postala je prelepa, smela devojka. Edgar je doznao da mu sestra Izabela umire, te odlazi da dovede njenog sina Lintona, da ga usvoji i obrazuje. Kejti, koja je retko kad bila sama kod kuće, iskorišćava očevo odsustvo i odlazi još dalje u polje. Jaše vresištima do Orkanskih visova i otkriva da nema samo jednog rođaka, već dva: pored Lintona, ima i Haritona. Govori da joj je otac otišao po Lintona. Kada se Edgar vratio sa slabim i bolešljivim dečakom Lintonom, Hitklif insistira da on živi u Orkanskim visovima.
Tri godine prolaze, Neli i Kejti sreću Hitklifa dok su šetale vresištima koji ih odvodi do Orkanskih visova da vide Lintona i Haritona. Hitklif se nada da će se Linton i Kejti venčati i tako Linton postane naslednik Traškros Grejndža. Linton i Kejti započinju tajno prijateljstvo što predstavlja eho prijateljstva između njihovih sopstvenih roditelja, Hitklifa i Ketrin, kada su bili deca.
Naredne godine, Edgar postaje teško bolestan i stanje mu se pogoršava. Neli i Kejti su na vresištimа odakle su ih Hitklif i Linton namamili da uđu u Orkanske visove. Hitklif ih drži zatočene kako bi obezbedio da se dogodi brak između Kejti i Lintona. Pet dana kasnije, Neli je puštena, a kasnije Kejti beži uz Lintonovu pomoć. Vraća se u Grejndž da vidi oca kratko pre nego što je umro.
Sada kao gospodar i Orkanskih visova i Traškros Grejndža, Kejtin svekar Hitklif insistira da se ona vrati da živi u Orkanskim visovima. Ubrzo nakon njenog dolaska, Linton umire. Hariton pokušava da bude ljubazan prema Kejti, ali ona se povlači iz sveta.
Ovde Nelina priča stiže do tada sadašnjeg vremena (1801). Vreme prolazi i nakon što je neki period proveo bolestan, Lokvudu je bilo dosta vresišta i obaveštava Hitklifa da će da napusti Traškros Grejndž.

### Završetak (poglavlja 32—34)
Šest meseci kasnije, Lokvud se igrom slučaja vraća u to područje. Pošto mu je zakupnina i dalje važila, odlučuje da tamo prenoći. Saznaje da Neli živi u Orkanskim visovima i raspituje se šta se događalo otkako je otišao. Ona mu objašnjava da se preselila u Orkanske visove da bi zamenila kućnu pomoćnicu Zilu, koja je otišla.
Hariton je bio doživeo nezgodu i ostao vezan za seosku kuću. Tokom ozdravljenja, Kejti i on prevazilaze uzajamnu antipatiju i postaju bliski. Kako im se prijateljstvo razvijalo, Hitklif počinje čudno da se ponaša i ima vizije o Ketrin. Prestaje da jede i četiri dana kasnije ga pronalaze mrtvog u Ketrininoj staroj sobi. Sahranjen je pored nje. Lokvud saznaje za Haritonov i Kejtin plan da se venčaju za Novu godinu. Spremajući se da ode, on prolazi pored Ketrininog, Edgarovog i Hitklifovog groba i stoji da razmišlja o mirnoći vresišta.

## Likovi
- Hitklif: Pod pretpostavkom da je siroče, pronađen je na ulicama Liverpula odakle ga u Orkanske visove odvodi gospodin Ernšo, gde se porodica nerado brine o njemu. On i Ketrin se zbližavaju i njihova ljubav je glavna tema prvog toma. Njegova osveta čoveku za koga je izabrala da se uda i njene posledice su centralna tema drugog toma. Za Hitklifa se smatra da je Bajronski heroj, ali kritičari ističu da se on u raznim delovima iznova formira, te je njegov lik teško uvrstiti u nekakav poseban tip. Zbog neodređenog položaja u društvu, nemanja statusa i naglašavanja činjenice da mu je „Hitklif” i ime i prezime, njegov lik je omiljena tema marksističke kritike.
- Ketrin Ernšo: Prvi put predstavljana čitaocu nakon što je umrla i to Lokvudovim otkrićem njenog dnevnika i rezbarije. Opis njenog života u potpunosti je ograničen na prvi tom. Deluje nesigurno da li jeste ili želi da bude više poput Hitklifa ili teži da bude kao Edgar. Neki kritičari smatraju da je njena odluka da se uda za Lintona alegorija za odbacivanje prirode i predaja kulturi, izbor sa kobnim i sudbonosnim posledicama po druge likove.[7]
- Edgar Linton: Predstavljen kao dete iz porodice Linton, živi u Traškros Grejndžu. Edgarovi maniri i stil su u oštroj suprotnosti sa Hitklifovim, koji mu se odmah nije dopao, i Ketrininim, koju je to privuklo. Zbog njegovog višeg društvenog statusa, Ketrin se udaje za njega umesto za Hitklifa, što donosi katastrofalni ishod.
- Neli Din: Glavni narator romana, Neli je sluškinja triju generacija Ernšoovih i dvaju od porodice Linton. Bez obzira što je skromnog porekla, smatra sebe Hindlijevom polu-sestrom (istih su godina, a njena majka je njegova negovateljica). Živi i radi kod grubih ukućana Orkanskih visova, ali je načitana i takođe ima dodira sa otmenim ponašanjem Traškros Grejndža. Kritičari raspravljaju o tome koliko su njeni postupci kao tobožnjeg nemog posmatrača utiču na ostale likove i koliko se može pouzdati u njen narativ.[8]
- Izabela Linton: Smatra se samo kao neko ko ima veze sa drugim likovima. Posmatra Hitklifa u romantičnom smislu, uprkos Ketrininim upozorenjima i postaje nesvesni učesnik u njegovoj osvetničkoj zaveri protiv Lintona. Hitklif je ženi, ali je rđavo tretira. Trudna, beži u London i rađa sina Lintona.
- Hindli Ernšo: Ketrinin stariji brat. Momentalno počinje da prezire Hitklifa i maltretira ga tokom njihovog detinjstva, pre nego što ga je otac poslao na koledž. Hindli se nakon smrti gospodina Ernšoa vraća sa suprugom Franses. Zreliji je, ali mržnja prema Hitklifu ostaje nepromenjena. Posle Fransesine smrti, Hindli se predaje destruktivnom ponašanju, prekomernom kockanju i konzumiranju alkohola i uništava porodicu Ernšo. Hitklif ga je u jednom momentu pretukao nakon Hindlijevog neuspelog pokušaja da ubije Hitklifa pištoljem.
- Hariton Ernšo: Sin Hindlija i Franses kog je prvo odgajila Neli, pa potom Hitklif. Neli radi na tome da ulije osećaj ponosa u nasleđe Ernšoovih (iako Hariton neće naslediti Ernšoov posed, jer ga je Hindli stavio pod hipoteku Hitklifu). Hitklif ga, nasuprot tome, uči vulgarnostima, kao vid osvete Hindliju. haritonov akcenat je sličan Josifovom i zauzima položaj koji nalikuje sluzi Orkanskih visova, nesvestan da je lišen nasleđa. Izgledom on Hitklifa podseća na njegovu tetku Ketrin. On je jedan od retkih likova pored Ketrin, koji voli Hitklifa, a čini se da i Hitklif ima naklonost prema nejmu, priznajući jednom prilikom da je „Harinton zlato kojim se popločava ulica, dok Litona poredi sa limom izglačanim da liči na srebro.”
- Kejti Linton: Ćerka Ketrin Ernšo i Edgara Lintona, odvažna devojka, snažne volje, nesvesna koja se priča nalazi iza njenih roditelja. Edgar je prema njoj veoma zaštitnički nastojen što dovodi do toga da ona želi da otkrije šta se nalazi van Grejndža. Iako je jedan od saosećajnijih likova u romanu, pomalo je snob po pitanju Haritona i njegovog manjka obrazovanja.
- Linton Hitklif: Hitklifov i Izabelin sin. Slabašno dete, rane godine je proveo sa majkom na jugu Engleske. Saznanje za očevo postojanje i identitet tek nakon majčine smrti, kada je imao dvanaest godina. Po sebičnosti i sposobnosti da bude okrutan liči na Hitklifa, ali čini se da mu nedostaje očeva poboljšavajuća odlika: umeće da voli. Ženi se Kejti Linton zbog oca koji ga užasava, naređuje mu da to učini i nedugo zatim umire od bolesti povezanom sa tuberkulozom.
- Josif: Sluga u Orkanskim visovima šezdeset godina, koji je strog, moralizatorski hrišćanin, ali bez ijednog traga ljubaznosti i humanosti. Govori upadljivim jorkširskim dijalektom i mrzi skoro svakog u romanu.
- Gospodin Lokvud: prvi narator, iznajmljuje Traškros Grejndž kako bi se sklonio od društva, ali na kraju ipak odlučuje da je ono poželjnije. Narator je knjige do četvrtog poglavlja, kada Neli, glavni narator kreće da priča.
- Franses: Hindlijeva bolešljiva žena i majka Haritona Ernšoa. Opisana je kao pomalo luckasta i očito je da potiče iz skromne porodice.
- Gospodin i gospođa Ernšo: Ketrinin i Hindlijev otac, g-din Ernšo je na početku priče gospodar Orkanskih visova, opisan kao plahovit, ali drag i ljubaznog srca. Naklonjen je usvojenom sinu Hitklifu, što izaziva probleme u porodici. Suprotno tome, njegova žena nema poverenja u Hitklifa još od prvog susreta sa njim.
- Gospodin i gospođa Linton: Edgarovi i Izabelini roditelji, vaspitavaju svoju decu na ispravan i prefinjen način. Gospodin Linton radi kao mesni sudija Gimertona, kao i njegov sin u kasnijim godinama.
- Doktor Kenet: Dugogodišnji lekar Gimertona i Hindlijev prijatelj, prisutan u slučajevima bolesti koje se dešavaju u romanu. Uprkos tome što se o njegovom liku ne zna mnogo, čini se kao teška, ali čestita ličnost.
- Zila: Hitklifova sluškinja u Orkanskim visovima u periodu koji je usledio nakon Ketrinine smrti. Iako je ljubazna prema Lokvudu, ne dopada joj se, niti pomaže Kejti u Orkanskim visovima zbog Kejtine arogancije i Hitklifovih naređenja.
- Gospodin Grin: Edgarov podmitljivi advokat koji je trebalo da promeni Edgarov testament i spreči Hitklifa da dobije Traškros Grejndž. Ali Grin menja stranu i pomaže Hitklifu da nasledi Grejndž i ima ga u svom posedu.

## Vremenska linija
- 1500 — Kamen iznad prednjih vrata Orkanskih visova je uklesan, verovatno kako bi obeležio završetak kuće
- 1757 — Hindli Ernšo se rodio (leto)
- 1762 — Edgar Linton se rodio (leto)
- 1765 — Ketrin Ernšo se rodila (leto); Izabela Linton se rodila (krajem 1765)
- 1771 — Gospodin Ernšo dovodi Hitklifa u Orkanske visove (krajem leta)
- 1773 — Gospođa Ernšo umire (proleće)
- 1774 — Hindlija šalju na koledž
- 1775 — Hindli ženi Franses; gospodin Ernšo umire, a Hindli se vraća (oktobar); Hitklif I Ketrin posećuju Traškros Grejndž prvi put: Ketrin ostaje (novembar), a potom se vraća u Orkanske visove (Badnje veče)
- 1778 — Hariton se rodio (Jun); Franses umire
- 1780 — Hitklif beži iz Orkanskih visova; gospodin i gospođa Linton umiru
- 1783 — Ketrin se udala za Edgara (mart); Hitklif se vraća (septembar)
- 1784 — Hitklif ženi Izabelu (februar); Ketrin umire, a Kejti je rođena (20 marta); Hindli umire; Linton Hitklif se rodio (septembar)
- 1797 — Izabela umire, Kejti posećuje Orkanske visove i upoznaje Haritona, Lintona dovode u Traškros Grejndž, pa potom odvode u Orkanske Visove
- 1800 — Kejti se susreće sa Hitklifom i vidi ponovo Lintona (20 mart); Kejti i Linton su se venčali (avgust); Egdar umire (avgust); Linton umire(septembar)
- 1801 — Gospodin Lokvud odlazi u Traškros Grejnž i posećuje Orkanske visove, započinjući priču
- 1802 — Lokvud se vraća u Lindon (januar); Hitklif umire April); gospodin Lokvud se vraća u Traškros Grejndž (septembar)
- 1803 — Kejti planira da se uda za Haritona (1 januara)

## Teme
Autorka Džojs Kerol Outs roman vidi kao „čvrst prikaz ograničene i tragične prirode strasti koja samu sebe uništava”.

## Gotički roman
Elen Moers u Literary Women razvila je feminističku teoriju koja povezuje ženske pisce, uključujući Emili Bronte, sa gotičkom beletristikom. Ketrin Ernšo je po nekim kritičarima poistovećena sa vrstom gotičkog demona, jer menja svoju ćud da bi se udala za Edgara Lintona, simulirajući porodični život, što je suprotno njenoj istinskoj prirodi. Takođe se nagoveštava da se Ketrinina veza sa Hitklifom saobrazuje sa „dinamikom gotske romanse, u tome što žena pada kao plen manje ili više demonskim instinktima njenog ljubavnika, trpi njegova nasilna osećanja i na kraju se zapliće u njegovu osujećenu strast”.

## Objavljivanje

### Izdanje iz 1847.
Originalni tekst, koji je objavio Tomas Katli Njubi 1847, dostupan je na internetu u dva dela. Roman je prvo objavljen zajedno sa romanom Agnes Grej En Bronte u tri toma: Orkanski visovi bili su u dva, a Agnes Grej je činio treći tom.

### Izdanje iz 1850.
Kada je 1850. dospelo drugo izdanje Orkanskih visova, Šarlota Bronte je uredila originalni tekst, tako što je promenila interpunkciju, ispravila greške u spelingu, a Josifov jak, jorkširski akcenat izmenila da bude razumljiviji. Kada je pisala svom izdavaču V. S. Vilijamsu spomenula je: „Čini mi se preporučljivim da preinačim ortografiju govora starog sluge Josifa; jer takva kakva je, ona tačno topi jorkširski akcenat u uhu Jorkširaca, mada sam sigurna da je nemoguće da ga južnjaci razumeju; pa zato jedan od najživopisnijih likova u knjizi gubi na vrednosti kod njih”. Esej koji je napisala Irene Viltšir o dijalektu i govoru u romanu se bavi proučavanjem nekih od promena koje je Šarlota unela.

## Inspiracija za lokaciju
Postoji nekoliko teorija o stvarnoj građevini ili građevinama (ako ih ima) koje su možda poslužile kao inspiracija za Orkanske visove. Jedan zajednički kandidat je Top Withens, uništena seljačka kuća koja se nalazi na izolovanom području blizu Haworth Parsonage-a, mada je njena struktura ne poklapa sa opisom kuće iz romana. Top Withens je umetniku i prijatelju Edvardu Morisonu Vimperisu koji je 1872. godine ilustrovao romane sestara Bronte, kao model prvi put spomenula Elen Nusi, prijateljica Šarlote Bronte.
Druga mogućnost je High Sunderland Hall blizu Halifaksa, sad već srušena. Ova gotska građevina se bila nalazila u blizini Law Hill-a, gde je Emili kratko radila kao namesnica 1838. Mada je možda bilo malo veće od Orkanskih Visova, hol je imao groteskne dekoracije grifina i izobličenih golih muškaraca slični onima koje je Lokvud opisao u prvom poglavlju romana.
Inspiracija za Traškros Grejndž vodi do Ponden Hall-a blizu Haworth-a, koji je veoma mali. Shibden Hall, u blizini Halifaksa je verovatniji.
Traškros Grejndž koji Emili opisuje prilično je neobičan. Nalazi se unutar ogromnog parka, kao i Shibden Hall. Poređenja radi, park u Četsvortu (dom vojvode od Devonšira), dug preko dve milje (3.2 km), ali kako je kuća na sredini, nema više od milje i po (2.4 km) od kućice na početku parka do kuće. Uzimajući u obzir da Edgar Linton očito nema titulu, ovo se čini manje verovatnim. Nema građevina u blizini Havorta koja ima park ovakve veličine, ali postoji park kuća koje su inspirisale neke elemente. Shibden Hall ima nekoliko odlika koje se poklapaju sa opisima u romanu.

## Bibliografija

### Edicije
- Brontë, Emily (1976). Wuthering Heights. ISBN 0-19-812511-9. (Oxford: Oxford at the Clarendon Press,  . Edited with an introduction and notes by Ian Jack, Inga-Stina Ewbank, and Hilda Marsden.

### Audioknjige
- Wuthering Heights. 2012. ISBN 78-1-908671-07-3 Проверите вредност параметра |isbn=: length (помоћ). unabridged audiobook narrated by Magda Allani (Slow Burn Publications,  .[20]

### Kritički radovi
- This article incorporates text from a publication now in the public domain: Cousin, John William (1910). A Short Biographical Dictionary of English Literature. London: J. M. Dent & Sons. Wikisource
- 'Law of the Moors' essay

## Spoljašnje veze
- Wuthering Heights Архивирано на веб-сајту  (21. септембар 2020) at the British Library
- Now in the public domain, Wuthering Heights can also be downloaded and read online from a number of sites, of which the following is just a selection:
- Wuthering Heights на пројекту Гутенберг.
  - Wuthering Heights, overview and ebook (PDF).
  - Wuthering Heights at GirleBooks free downloads in PDF, PDB and LIT formats.
  -  Wuthering Heights public domain audiobook at LibriVox
  - Reader's Guide to Wuthering Heights
  - Wuthering Heights voted UK's favourite love story[мртва веза], Guardian